# Purbayan (Kemiri)
Purbayan is een bestuurslaag in het regentschap Purworejo van de provincie Midden-Java, Indonesië. Purbayan telt 658 inwoners (volkstelling 2010).